# Турчин, Демьян Дмитриевич
Демья́н Дми́триевич Турчи́н (2 марта 1985, Минск) — белорусский гребец-байдарочник, выступал за сборную Белоруссии в 2000-х годах. Дважды чемпион мира, четырежды чемпион Европы, многократный победитель республиканских и молодёжных регат, участник летних Олимпийских игр в Афинах. На соревнованиях представлял город Минск и спортивный клуб Вооружённых сил, заслуженный мастер спорта Республики Беларусь.

## Биография
Демьян Турчин родился 2 марта 1985 года в Минске. Активно заниматься греблей на байдарке начал в раннем детстве, проходил подготовку в минской специализированной детско-юношеской школе олимпийского резерва при Федерации профсоюзов Беларуси и в минской государственной школе высшего спортивного мастерства — под руководством тренера Леонида Щерадина. В 2003 году впервые попал в состав молодёжной сборной Белоруссии и побывал на молодёжном чемпионате мира в Японии, где занял четвёртое место в двойках на дистанции 500 метров и в четвёрках на дистанции 1000 метров.
На взрослом международном уровня впервые заявил о себе в сезоне 2004 года, когда завоевал серебряную медаль на чемпионате Европы в польской Познани, в зачёте четырёхместных байдарок на полукилометровой дистанции. Благодаря череде удачных выступлений удостоился права защищать честь страны на летних Олимпийских играх в Афинах — вместе с партнёрами по четвёрке Романом Петрушенко, Алексеем Абалмасовым и Вадимом Махнёвым смог выйти в финальную стадию километровой программы, однако в решающем заезде финишировал лишь шестым.
В 2005 году Турчин выиграл золотую медаль на европейском первенстве, снова прошедшем в Познани, в той же дисциплине К-4 500 м. Позже получил сразу две награды на чемпионате мира в хорватском Загребе, бронзовую и золотую в гонках байдарок-четвёрок на двухстах и пятистах метрах соответственно. Год спустя на европейском первенстве в чешском Рачице стал золотым и серебряным призёром: в четвёрках занял первое место на дистанции 200 метров и второе на 1000. При этом на мировом первенстве в венгерском Сегеде вынужден был довольствоваться бронзой в километровой гонке четырёхместных экипажей. Ещё через год на двухстах метрах взял серебро на чемпионате Европы в испанской Понтеведре. За выдающиеся спортивные достижения по итогам сезона удостоен почётного звания «Заслуженный мастер спорта Республики Беларусь».
На чемпионате Европы 2008 года в Милане одержал победу в гоне четвёрок на 200 метров. Рассчитывал отобраться на Олимпийские игры в Пекин, однако в олимпийской четырёхместной байдарке тренеры заменили его более молодым и перспективным Артуром Литвинчуком — в итоге таким составом команда добилась золотой награды. После пекинской Олимпиады Турчин остался в основном составе белорусской национальной сборной и продолжил принимать участие в крупнейших международных регатах. Так, в 2009 году он сделал золотой дубль: в двухсотметровом зачёте байдарок-четвёрок выиграл золото на чемпионате Европы в немецком Бранденбурге и на чемпионате мира в канадском Дартмуте. Впоследствии пробовал себя в одиночках, выступал на многих чемпионатах, но прежних высоких результатов уже не показывал. В 2010 году на мировом первенстве в Познани занял четвёртое место в заездах на 200 метров, немного не дотянув до бронзовой медали, и вскоре принял решение завершить карьеру профессионального спортсмена.
Имеет высшее образование, в 2011 году окончил Белорусский государственный университет физической культуры, где обучался на спортивно-педагогическом факультете массовых видов спорта. Вместе с женой Альбиной практикует йогу и остеопатию.